# Abby Hatcher
Abby Hatcher ou Abby Hatcher et l’hôtel fantastique au Québec est une série télévisée d'animation canadienne en images de synthèse créée par Rob Hoegee. Produite par Guru Studio en collaboration avec Spin Master Entertainment pour Nickelodeon, la série a été diffusée en première le 1er janvier 2019 et en ligne le 18 décembre 2018.
Le 4 juin 2019, la série a été renouvelée pour une deuxième saison. Les nouveaux épisodes ont été mis en diffusion sur la chaîne Nick Jr., où ils sont diffusés depuis le 10 novembre 2019.
Au Canada, la série a fait ses débuts sur les chaînes éducatives régionales TVO Kids (en) et Knowledge Network (en) le 11 février 2019. En France, la série est diffusée depuis le 12 janvier 2020 dans l'émission de jeunesse Tfou sur TF1 et rediffusée sur Nickelodeon Junior depuis le 28 septembre 2020. Au Québec, la série diffusée à Télé-Québec en 5 juin 2021.

## Synopsis
La série suit une fillette intelligente et énergique de sept ans, Abby Hatcher, et de ses nouveaux amis, les Fuzzlies. Ces derniers sont des créatures originales qui vivent dans l'hôtel de sa famille. Avec sa meilleure amie Fuzzly Bozzly, Abby se lance dans de folles aventures pour réparer les incidents des Fuzzly et les aider de toutes les manières possibles.

## Distribution

### Voix françaises
- Abby Hatcher : Maryne Bertieaux
- Bozzly : Benjamin Gasquet (voix parlée) et Julien Baptist (voix chantée)
- Lex Hatcher : Benjamin Gasquet
- Chef Jeff, Mme Lépine (voix 2), Mme Melvin : Juliette Poissonnier
- Melvin : Cécile Gatto
- Miranda Hatcher : Flora Brunier
- Mme Lépine (voix 1) : Pascale Chemin
- Mo : Corinne Martin
- M. Melvin : Rémi Caillebot
- Princesse Flug : Zina Khakhoulia
- Otis : Isabelle Volpe
- Curly : Caroline Combes

#### Générique
- Chanteuse : Oriane Duplain

 Source et légende : version française (VF) sur RS Doublage

### Voix originales

#### Personnages principaux
- Abby Hatcher : Macy Drouin
- Bozzly : Wyatt White

#### Les Fuzzlies
- La princesse Flug : Michela Luci (en)
- Teeny Terry : Jacob Soley
- Otis : Christian Dal Dosso
- Curly : Sophie Cullingan
- Mo et Bo : Laaibah Alvi et Leo Orgil
- Harriet Bouffant : Hattie Kragten
- Flugtilda : Emma Berman
- Grumbles : Kaden Stephen

Note : Certains personnages ont des noms originaux.

#### Les personnages humains
- Le chef Jeff : Paul Sun-Hyung Lee
- Miranda Hatcher : Josette Jorge
- Lex Hatcher : Terry McGurrin (en)
- Melvin : Christian Campbell (voix canadienne) / Eden Lawrence (voix américaine)
- Mme Melvin : Kim Roberts
- M. Melvin : Mac Heywood
- Judge Thorn : Catherine Disher
- Wai Po : Jane Luk

Note : Certains personnages ont des noms originaux.

#### Autres personnages
Elvin le chat : Shayle Simons

## Production

### Développement
Le 4 juin 2019, la série a été renouvelée pour une deuxième saison. De nouveaux épisodes ont été transférés sur la chaîne Nick Jr., où ils sont diffusés depuis le 10 novembre 2019.

### Fiche technique
Sauf indication contraire, les informations mentionnées dans cette section peuvent être confirmées par les bases de données cinématographiques IMDb et Allociné,  présentes dans la section « Liens externes ».
- Titre français et original : Abby Hatcher
- Création : Rob Hoegee
- Réalisation : Kyran Kelly
- Scénario : Rob Hoegee, Alex Mack, Joe Purdy, Dan Smith, Lisa Kettle, Elise Allen, Corey Powell, Kristen McGregor, Jack Monaco, John Phillip Loy, J.D. Smith, Peter Hunziker, Dan Danko, Deanna Oliver, Gus Constantellis, Rachel Lipman
- Musique :
  - Compositeur(s) : Ryan Carlson
  - Compositeur(s) de musique thématique : Ryan Carlson, Summer Weiler, Hanna Ashbrook, Chris Sernel
  - Thème d'ouverture : Abby Hatcher par Macy Drouin
- Production :
  - Producteur(s) : Jonah Stroh et Cynthia Taylor
  - Producteur(s) exécutive(s) : Rob Hoegee, Jennifer Dodge et Ronnen Harary
  - Producteur(s) co-exécutive(s) : Frank Falcone et Mary Bredin
  - Supervision de la production : Toni Stevens
  - Producteur(s) pour Guru Studio : Christine Davis (productrice), Martin Sal (pré-producteur)
- Société(s) de production : Guru Studio, Spin Master Entertainment, TVOKids, Nickelodeon Productions
- Société(s) de distribution : ViacomCBS Domestic Media Networks
- Pays d'origine :  Canada
- Langue originale : Anglais
- Format : 1080i (16:9 HDTV) (image)
- Genre : Série éducative
- Durée : 22 minutes
- Diffusion :  États-Unis,  Canada,  France,  Royaume-Uni,  Espagne
- Classification : Tout public

### Diffusion internationale
Au Royaume-Uni, la série est diffusée depuis le 6 mai 2019 sur Nick Jr. Royaume-Uni et Irlande (en) et depuis le 2 mars 2020 dans le bloc de programmation Milkshake! (en) sur Channel 5.
La série a également fait ses débuts en espagnol sur Clan en Espagne et Nat Geo Kids (en) en Amérique latine à la fin du mois d'août 2019.

## Épisodes
| Saison | Saison | Épisodes         | États-Unis       | États-Unis      |
| Saison | Saison | Épisodes         | Début de saison  | Fin de saison   |
| ------ | ------ | ---------------- | ---------------- | --------------- |
|        | CM     | 10               | 26 avril 2020    | 9 août 2020     |
|        | 1      | 26 (51 segments) | 1er janvier 2019 | 16 février 2020 |
|        | 2      | 26 (49 segments) | 8 mars 2020      | 2 avril 2022    |

### Courts-métrages (2020)
1. Abby Gives a Tour
2. The Princess Flug Challenge
3. Aced It!
4. Awesome Adventure Race
5. What's Squishy in the Box
6. Abby's Splizzacular Dance-Off
7. Fuzzly Treasure Hunt
8. Who Knows That Smell
9. Not My Fuzzly Arms
10. The Great Fuzzly Challenge

### Première saison (2019-2020)
1. Quand Abby rencontre Bozzly / Harriet s’ennuie
2. Le monstre des neiges / Otis a le vertige
3. Bozzly, le seul et l’unique / Cousine Flugtilda
4. Le chef d’œuvre / Le concours de talents
5. Fini, les cauchemars ! / L’anniversaire surprise
6. Un Fuzzly qui a du style / Le château de Mo et Bo
7. Chaton et frissons / Aidons le chef Jeff
8. Le doudou de Curly / Tous au parc
9. Le cadeau de Petit Terry / Le blues des Mini Gazouillis
10. Petit Do a disparu / La passion des boutons
11. La Fête des Fuzzly / Opération cabane
12. La discothèque secrète / Petit Terry dans tous ses états
13. Un invité surprise / Princesse Flug, super réparatrice
14. Des fleurs pour Princesse Flug / Les Fuzzly s’occupent du dîner
15. Le nouvel ami de Princesse Flug / Une photo pour mamie
16. Conte de fées fuzzlique / Jouons à cache-cache
17. Petit Terry et les pélicans / Mo et Bo font des claquettes
18. La première coupe de cheveux de Grommelou / Un bal grandiose
19. À la recherche du monstre des bois
20. Les tamias chapardeurs / Une cabane pour Abby
21. Le premier Halloween des Fuzzly / Au lit les Gazouillis
22. Otis en roue libre / Abby a peur
23. Le hoquet / La folle journée de Wai Po
24. Elvin s’enfuie / Le voleur de fruits
25. Un dragon Fuzzly pour le nouvel an / Un Fuzzly sur la lune
26. Grommelou est timide / Abby aide tout le monde

### Deuxième saison (depuis 2020)
1. Les tubes Fuzzliques / Abby perd ses lunettes
2. Mo et Bo jouent à un jeu / Grommelou tombe dans le trou
3. Super Terry à la rescousse / Le chemin de boutons
4. Comme sur des roulettes / Chante, Grommelou, chante
5. Curly et les pâtes de fruits / Abby et Bozzy gardent un bébé
6. Otis le distributeur / La mallette de folie
7. La tétine de Petit Do / Cheffe Beth
8. Un sport pour petit Terry / Abby et les olympiades
9. Abby et le bal costumé / Grand Terry répare tout
10. Les bobos d'Otis / Moteur, ça tourne, action !
11. Journée "Fuzzly à la plage"
12. Bonne nuit, Princesse Flug / Une corvée pour Mo et Bo
13. Petit Terry, le chef de sécurité / Abby garde Melvin
14. Princesse Flug fait du ski / Les œuvres d'art de Mo et Bo
15. Les fleurs rockeuses
16. Le rêve de Mo et Bo / Joyeux anniversaire, Abby
17. Bozzly et le bébé / Le stand de citronnade
18. Un Noël très fuzzlique
19. Petit Terry s'envole / Grommelou chante avec les mini gazouillis
20. Où sont Mo et Bo? / Comme des rois
21. Un jeu rigolo pour MO et BO / La nouvelle aire de jeu
22. Les fleurs rockeuses en tournée / Les vieux jouets d’Abby
23. Le festival du beau pétale / Abby et les Fuzzly à la fête foraine
24. Bozzly perd sa peluche / Une surprise pour Grommelou
25. Les fleurs rockeuses se préparent / Opération rafistolage
26. Le nouvel ami d'Abby / Rhumes de Fuzzly

## Univers de la série

### Personnages principaux
- Abby Hatcher Une petite fille de 7 ans avec des lunettes, d'origine américaine et chinoise, qui possède des talents de détective. Elle est équipée d'un dispositif de bracelet appelé "Détecteur de Fuzzlies" qui l'informe d'un problème impliquant un Fuzzlie, et qui peut en outre faire fonctionner diverses choses dans l'hôtel. Elle a également des chaussures à ressorts pour la faire sauter en hauteur, un manteau gonflable qui l'aide à prendre l'air et un trike (qu'elle appelle à tort "vélo") pour se déplacer. Ses gadgets sont accessibles dans des passages qui apparaissent un peu partout, même en banlieue ou dans la nature. Elle est également très gentille, même avec les animaux qui lui causent des ennuis. Son symbole est un cœur.
- Bozzly Un lapin aigue-marine qui ressemble à un Fuzzlies et qui peut devenir invisible, et voler (en faisant tourner ses oreilles comme une hélice). Il a également une ouïe super sensible et possède une poche avant contenant divers objets (dont certains sont plus grands que lui). C'est le meilleur ami et partenaire d'Abby. Son symbole est une étoile.

### Les Fuzzlies
- La princesse Flug Un gastéropode rose qui ressemble à un Fuzzlies et qui est faite d'une substance gluante à paillettes qui peut être collante ou glissante. Elle peut souffler des bulles qui pourraient emporter tout ce qui se trouve à l'intérieur d'elles, ou neutraliser les paillettes collantes. Sa tiare est faite d'une corde gluante qu'elle peut utiliser pour attraper ou escalader des objets ou des projectiles collants. Elle ajoute souvent "moi" au début et à la fin de ses phrases ("Moi, dormir, moi !", "Moi, serpentins, moi !", "Moi, casse-croûte, moi !", etc.) et parle dans un anglais approximatif. Elle adopte une limace de compagnie appelée Sparkles. Son symbole est une couronne.
- Teeny Terry Un petit chat rond de type Fuzzlies en forme de sourcil avec des bras ailés qui lui permettent de voler. Il peut se gonfler comme un ballon, ce qui lui permet de voler plus haut et de porter plus de charge. Mais lorsqu'il doit se dégonfler pour retrouver sa taille normale, il a besoin de quelqu'un pour le chatouiller. Lorsqu'il se dégonfle, il fait de la gymnastique quand personne n'est là pour le rattraper. Il s'intéresse à la mécanique, mais il a eu du mal au début, jusqu'à ce qu'il devienne le partenaire de Lex. Il revêt parfois un casque de protection en évoquant divers outils qui peuvent être utilisés pour construire et réparer. Ses compétences en mécanique s'améliorent au fur et à mesure des épisodes. Bien qu'il ne porte pas de lunettes, il a besoin, comme Otis et Curly, de lunettes pour lire. Son symbole est un gland.
- Otis Un Fuzzlies rouge en forme de myrtilles avec trois tentacules extensibles sur la tête qui peut être utilisé pour se balancer ou atteindre des objets à plusieurs pieds de distance. Ses quatre pattes sont également extensibles. Il est obsédé par les boutons, et les presserait toute la journée. Cette obsession l'a conduit à devenir opérateur d'ascenseur de l'hôtel. Abby lui a donné un accordéon avec lequel il peut jouer (qui a aussi des boutons) afin de l'empêcher de devenir fou avec les boutons de l'ascenseur. L'ascenseur qu'il exploite non seulement conduit les utilisateurs à certains étages de l'hôtel, mais il peut aussi servir des rafraîchissements et des choses diverses pour lui et les clients. Il parle souvent sans modifier ou omettre ses "t". Son symbole est un cercle.Curly est un Fuzzlies rose et orange ressemblant à un lapin avec une queue en spirale qui peut fonctionner comme un ressort, lui permettant ainsi de sauter haut (et de tenir également les choses car il ne possède pas de bras).
- Mo et Bo Des jumeaux félins avec des torses extensibles qui leur permettent d'atteindre des objets de plusieurs mètres de haut et de lancer des objets à la lance. Ils ont également une tête et des membres rétractables, la capacité de faire pousser une paire de pattes supplémentaires au milieu, et des têtes qui s'illuminent. Ils parlent en rimes. Mo est une femelle blanche tandis que Bo est un mâle noir. Ils s'intéressent également aux chaussures : Mo préfère les bottes et les mocassins, tandis que Bo préfère les escarpins à talons hauts. Leur symbole est les rayures.
- Harriet Bouffant Une poupée Fuzzlies avec des cheveux roses et jaunes extensibles qui peuvent être utilisés comme membres supplémentaires. Lorsque ses cheveux étendus deviennent assez longs, ils peuvent se détacher, ne laissant qu'une partie de taille normale sur sa tête. Comme elle est spécialisée dans la coiffure, Harriet devient la partenaire de Mme Melvin dans le salon. Son symbole est un arc.
- Les Mini-Gazouillis Des petits octets de Fuzzlies chantant à la voix d'hélium et aux couleurs de l'arc-en-ciel. Leurs noms sont dans cet ordre : Do (en rose foncé), Re (en rouge), Mi (en orange), Fa (en jaune avec des lunettes), So (en vert), La (en bleu), Si (en violet), et Do (en rose vif). Quand elles sont effrayées, elles deviennent jaunes et commencent à rebondir partout. Elles rebondissent également lorsque leur réaction allergique aux paillettes les fait virer au vert. Pour les calmer, la plupart du temps, Abby utilise un tube de poix en forme de disque. Quand elles sont tristes, elles deviennent bleues et chantent du blues. Elles peuvent courir très vite, surtout après avoir chanté. Pour chanter, elles utilisent parfois un petit orgue à tuyaux pour entrer et sortir des tuyaux. Lorsque quelqu'un joue de leur orgue, ils ne veulent pas que le joueur joue vite, sinon il déclenchera leur état de rebondissement jaune. Leur symbole est une note de musique.
- Flugtilda Un gastéropode orange aux yeux verts qui porte des lunettes et une casquette de baseball et qui est la cousine de la princesse Flug. Elle ne possède pas de pouvoirs et n'a pas de symbole qui la représenterait. Elle aime chanter et danser la conga. Quand Abby et les autres Fuzzlies se joignent à son plaisir, la princesse Flug se sent exclue. Lorsque la princesse Flug s'est retrouvée coincée dans un arbre, Flugtilda aide Abby et les Fuzzlies à la sortir de là.
- Grumbles Un grand suricate violet qui ressemble à un Fuzzlies et qui a le pouvoir de se transformer en n'importe quoi. Abby l'a rencontré dans la nature, et l'a pris pour une créature folklorique. Abby a découvert que Grumbles est un Fuzzlies après avoir été identifiée par un de ses équipements. Bien qu'il ne se transforme que s'il le veut, il pourrait se transformer de façon incontrôlable s'il a le hoquet en mangeant beaucoup de nourriture. Il deviendrait aussi mince comme une perche lorsqu'il est mouillé. Son symbole est une feuille.
- Mumbles Un petit suricate bleu foncé qui ressemble à un Fuzzlies et qui est le jeune cousin de Grumbles. Il existe des règles sur la façon de l'élever, et toute mauvaise règle entraînerait sa multiplication.

Note : Certains personnages ont des noms originaux.

### Les personnages humains
- Le chef Jeff est le petit chef de l'hôtel d'Abby. Le chef Jeff fait également l'objet d'un gag de course où Abby, dans son tricycle, passe devant la cuisine où il travaille sur un plat, provoquant ainsi un accident comique, mais qu'il apprécierait néanmoins ou trouverait quelque chose de positif. En plus d'être cuisinier, il est également joueur de tuba. Sa mère est également chef de cuisine.
- Miranda Hatcher est l'épouse chinoise de Lex Hatcher et la mère d'Abby. Elle dirige l'hôtel Hatcher avec l'aide de Princess Flug. Elle emploie Mme Melvin qui y gère un salon avec l'aide de Harriet. On ne sait pas très bien ce que fait son mari. Miranda porte une ceinture rose, une chemise et un pantalon. Elle a les cheveux bleus alors qu'Abby est née avec les cheveux violets. Son prénom est révélé dans l'épisode 6 lorsque Mme Melvin s'exclame "Je suis tellement désolée Miranda ! Je dois juste récupérer ma brosse spéciale !" Lex mentionne également son nom dans un autre épisode. Son nom est mentionné dans l'épisode 14 où l'on apprend que sa mère lui a appris à cuisiner en se servant d'un Wok. La mère de Miranda (la grand-mère maternelle d'Abby) est appelée Wai po, un mot chinois qui signifie grand-mère. Cela implique qu'elle est peut-être chinoise, ce qui signifie que Miranda est au moins à moitié chinoise et américaine et qu'Abby est au moins à moitié chinoise alors que le reste d'elle est américaine.
- Lex Hatcher est le père américain d'Abby qui travaille à la réception et répare les choses à l'hôtel quand ils s'endommagent. Son prénom est révélé dans Hair Flair Fuzzly lorsqu'il s'examine dans le miroir et s'exclame " Tu es beau Lex ! Son nom est également mentionné dans les résumés des guides TV de deux épisodes : Épisode 9 "Teeny Terry veut surprendre Lex" et Épisode 13 "Princess Flug aide Lex et Teeny Terry avec ses paillettes".
- Melvin est le fils de 4 ans de Mme Melvin et de M. Melvin (dont le nom est également Melvin) qui est un fanatique des animaux. Il possède un chat de compagnie nommé Elvin. Dans l'épisode 5, le garçon blond invité de Melvin et la fille invitée de Melvin sont tous deux présents à sa fête d'anniversaire.
- Mme Melvin est la propriétaire du salon de l'hôtel des Hatcher. Mme Melvin fait équipe avec une petite créature du nom de Harriet, qui est aussi sa partenaire en matière de stylisme. Mme Melvin est très flamboyante en ce qui concerne la mode et les styles de coiffure et d'apparence, car elle apparaît souvent dans le salon.
- M. Melvin est le mari de Mme Melvin et le père de Melvin. Dont il est précisé qu'il porte le même nom que lui lorsque son fils appelle Elvin le chat.
- Le juge Thorn est un personnage récurrent. Elle apparaît dans l'épisode 4 lorsqu'elle juge Miranda Hatcher pour le char qu'Abby et Princess Flug préparent, et dans l'épisode 7 où elle juge Chef Jeff pour le délicieux gâteau qu'Abby et Curly préparent. Elle revient également dans l'épisode 9 pour juger la chanson de salutation des Mini-Gazouillis. Le juge Thorn a une légère ressemblance avec Carol Burnett. Elle est également une personnalité de la télévision.
- Wai Po est la mère de Miranda et la grand-mère maternelle d'Abby, qui l'a appelée WaiPo, le mot chinois pour grand-mère (外婆). Elle lui envoie le Wok (鑊) présenté dans l'épisode 14. Elle n'est pas vraiment vue. Le mot qu'Abby prononce est stylisé en WaiPo dans les légendes de l'épisode 15 et vous la voyez et l'entendez enfin sur un chat vidéo ! Sa première visite visible à l'Hôtel des Hatcher était indiquée dans la description du guide TV pour l'épisode 20 mais cela s'est revelé faux.
- Allen et Jeffrey sont deux hommes que l'on voit se promener dehors.

Note : Certains personnages ont des noms originaux.

### Animaux
- Elvin est un chaton que Melvin obtient dans l'épisode 7 qui fait peur à Bozzly. Terry mentionne, dans lépisode 7 (saison 2), qu'il " garderait son chaton " Elvin, qu'on ne voit pas vraiment.
- Sparkles est la limace de compagnie de la princesse Flug. Elle est orange avec des yeux verts.
- Portia est un poisson dont le chef Jeff se lie d'amitié dans l'épisode 25. Elle est orange et a les yeux verts. Il pourrait y avoir un lien allitératif avec "poisson" qui est le mot français pour poisson, considérant qu'il y a une corrélation entre la façon dont Jeff s'habille et les chefs français.

Note : Certains personnages ont des noms originaux.

## Accueil

### Audiences
| Saison | Début de saison   | Début de saison | Début de saison | Fin de saison     | Fin de saison   | Fin de saison |
| Saison | Date de diffusion | Téléspectateurs | Ref.            | Date de diffusion | Téléspectateurs | Ref.          |
| ------ | ----------------- | --------------- | --------------- | ----------------- | --------------- | ------------- |
| 1      | 1er janvier 2019  | 1 080 000       | [ 6 ]           | 16 février 2020   | NC              | NC            |
| 2      | 8 mars 2020       | NC              | NC              | -                 | -               | -             |